# 北京協和医学院
北京協和医学院（英語: Peking Union Medical College）とは中華人民共和国北京市にある公立医科大学である。1917年創立、中国最古の医学院の１つであり、中国医学教育の最高峰クラスと見られる。
中国協和医科大学へ改名したが、後に北京協和医学院へ復帰。中国清華大学と共同教育コースを持つ。